# Брелок

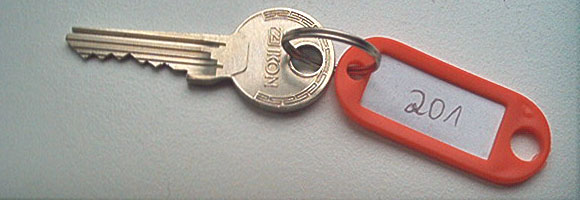
Брелок-етикетка

Брело́к (від фр. breloque — «амулет»), розм. дармови́с, дармові́с, при́чепка — аксесуар, прикраса, виконана у вигляді підвіски на ланцюжку, браслеті, кільці для ключів та ін. Брелоки (часто неправильно кажуть «брелки́») зазвичай використовуються з декоративною та рекламною метою. Брелок також може виконувати корисну функцію, наприклад, бути міні-ліхтариком, дистанційним пультом керування автомобіля, відкривачкою для пляшок тощо. Брелок — типовий сувенір чи подарунок.